# Jan Moroński

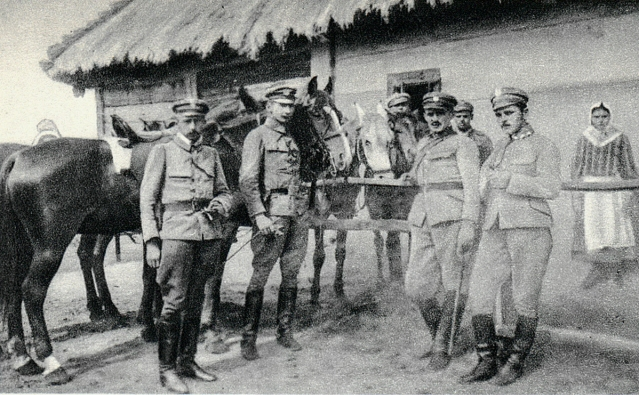
Oficerowie 5 pp LP w Piasecznie. Od lewej: Adam Koc, Teodor Furgalski, Michał Karaszewicz-Tokarzewski i Jan Niemiec-Moroński

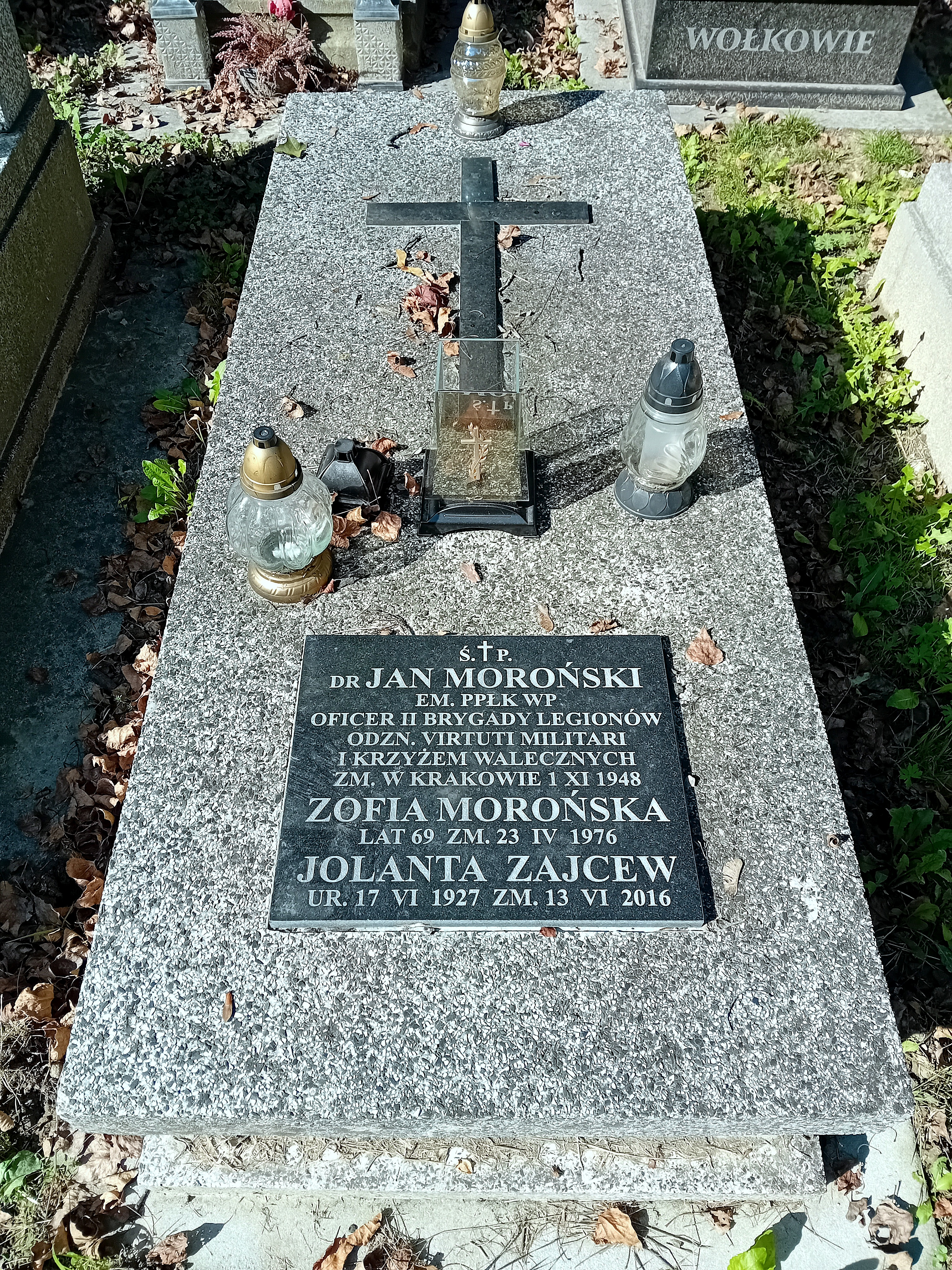
Grobowiec Jana Morońskiego

Jan Andrzej Niemiec-Moroński, właśc. Jan Niemiec (ur. 29 listopada 1889 w Bażanówce, zm. 1 listopada 1948 w Krakowie) – działacz niepodległościowy, kawaler Orderu Virtuti Militari, w 1936 za podrobienie weksla na 2000 zł pozbawiony stopnia podpułkownika dyplomowanego piechoty Wojska Polskiego, doktor praw, właściciel ziemski.

## Życiorys
Urodził się 29 listopada 1889 w Bażanówce, w ówczesnym powiecie sanockim Królestwa Galicji i Lodomerii, w rodzinie Macieja i Zofii z Mazurów. Był uczniem Państwowego Gimnazjum im. Królowej Zofii w Sanoku. 
Po wybuchu I wojny światowej wstąpił do Legionów Polskich, gdzie od 20 stycznia 1915 pełnił obowiązki oficera prowiantowego oraz dowódcy taborów 5 pułku piechoty w składzie I Brygady. W 1914 ranny pod Oekermező. 2 lipca 1915 został mianowany chorążym, a 1 kwietnia 1916 awansowany na podporucznika piechoty. Wiosną 1917 był przydzielony do Szkoły Taborytów. 1916 W 1918 był oficerem 1 pułku piechoty Polskiej Siły Zbrojnej.
Po zakończeniu I wojny światowej i odzyskaniu przez Polskę niepodległości został przyjęty do Wojska Polskiego. Służył w 7 pułku piechoty Legionów, stanowiącego kontynuację 1 pp PSZ. W czasie wojny z bolszewikami dowodził II batalionem pułku. Był dwukrotnie ranny (1918 pod Dobrosinem i 1920 nad Berezyną). Na wniosek dowódcy pułku ppłk. Zdzisława Maćkowskiego z 28 sierpnia 1920 został odznaczony Krzyżem Srebrnym Orderu Virtuti Militari. W 1921 był przydzielony z macierzystego pułku do Dowództwa 3 Dywizji Legionów na stanowisko szefa oddziału operacyjno-informacyjnego. W latach 1921–1922 był słuchaczem I Kursu Doszkolenia Wyższej Szkoły Wojennej w Warszawie. 2 marca 1922, w trakcie kursu, Naczelnik Państwa i Naczelny Wódz zezwolił mu na zmianę nazwiska rodowego „Niemiec” na nazwisko „Moroński”. 3 maja 1922 został zweryfikowany w stopniu kapitana ze starszeństwem z dniem 1 czerwca 1919 i 245. lokatą w korpusie oficerów piechoty. 16 września 1922 minister spraw wojskowych, generał dywizji Kazimierz Sosnkowski na wniosek dowódcy Wyższej Szkoły Wojennej przyznał mu „pełne kwalifikacje do pełnienia służby na stanowiskach Sztabu Generalnego” i przydzielił do Oddziału IV Sztabu Generalnego w Warszawie na stanowisko kierownika referatu. Pełniąc służbę sztabową pozostawał oficerem nadetatowym 7 pułku piechoty Legionów w Chełmie. 18 maja 1923 prezydent RP zatwierdził go w stopniu majora ze starszeństwem z dniem 1 czerwca 1919 i 527. lokatą w korpusie oficerów piechoty. W 1924 został przeniesiony do Dowództwa Okręgu Korpusu Nr X w Przemyślu na stanowisko szefa Oddziału Wyszkolenia. Z dniem 15 października 1924 odkomenderowany został z DOK X do Oddziału IV Sztabu Generalnego w Warszawie na okres sześciu miesięcy. W 1925 kontynuował służbę w DOK X w Przemyślu. Później został przydzielony do 32 pułku piechoty w Modlinie na stanowisko dowódcy III batalionu detaszowanego w Działdowie. W 1928 został przeniesiony do 35 pułku piechoty w Brześciu na stanowisko dowódcy batalionu. 23 stycznia 1929 awansował na podpułkownika ze starszeństwem z dniem 1 stycznia 1929 i 22. lokatą w korpusie oficerów piechoty. Z dniem 31 sierpnia 1929 został przeniesiony w stan spoczynku. Zamieszkał w Warszawie przy ul. Ludwika Mierosławskiego 5. W 1934 pozostawał w ewidencji Powiatowej Komendy Uzupełnień Warszawa Miasto III. Posiadał przydział do Oficerskiej Kadry Okręgowej Nr I. Był wówczas „przewidziany do użycia w czasie wojny”.
Uzyskał stopień doktora praw. W czerwcu 1934 stanął przed sądem okręgowym oskarżony o fałszowanie weksla i wyłudzenie obrony u adwokata. Sprawa dotyczyła wcześniejszego procesu sądowego oficera II Oddziału Sztabu Generalnego Wojska Polskiego, kpt. Stanisława Szczęsnego Skwirczyńskiego, którego sąd wojskowy skazał na karę 5 lat pozbawienia wolności za przywłaszczenie 100 000 zł. Jan Niemiec-Moroński zajął się kwestią opłacenia honorarium dla jego adwokata podczas procesu w I instancji. Z 3000 zł przekazał 1000 zł w gotówce, a reszta opiewała na weksle wystawione przez dwie osoby i przedsiębiorstwo pod nazwą Koncesjonowany Eksport Wytworów Polskiego Monopolu Spirytusowego, które żyrował sam Niemiec-Moroński. Po tym jak adwokat usiłował zrealizować płatność, okazało się, że osoby z weksla nie istnieją, a adres firmy stanowi nieruchomość należąca do podpułkownika. Przed sądem Jan Niemiec-Moroński tłumaczył się i zapewniał m.in., że weksle nie zostały sfałszowane, a swoje przedsiębiorstwo stworzył celem eksportu wyrobów spirytusowych na teren kolonii francuskich i do Konga Belgijskiego oraz wskazał, że wskutek zaniedbań nie zostało zarejestrowane administracyjnie. Sąd Okręgowy w Warszawie Wydział VIII Karny wyrokiem z 7 grudnia 1934 skazał go na podstawie art. 187 kodeksu karnego (fałsz dokumentu i użycie go za autentyczny) na karę sześciu miesięcy więzienia z darowaniem tej kary z mocy rozporządzenia Prezydenta RP z 21 października 1932 o amnestii. 27 lipca 1935 wiceprezes Sądu Okręgowego w Warszawie zawiadomił o skazaniu Kapituły Krzyża Virtuti Militari i Krzyża Niepodległości.
Zmarł 1 listopada 1948 i dwa dni później został pochowany na cmentarzu Rakowickim w Krakowie (kwatera XXIIA, rząd 10, miejsce 15).
Był żonaty z Antoniną z Kręciszewskich, z którą miał trzy córki: Lillę Annę po mężu Cielecką (1922-1999), Jolantę Teresę (1926–1944) i Milenę (ur. 1 stycznia 1931).

## Ordery i odznaczenia
- Krzyż Srebrny Orderu Virtuti Militari nr 1140[3] – 17 maja 1921[32][33][34]
- Krzyż Niepodległości – 10 grudnia 1931 „za pracę w dziele odzyskania niepodległości”[35][2][36]
- Krzyż Walecznych czterokrotnie (po raz pierwszy w 1921[37])[38]
- Medal Pamiątkowy za Wojnę 1918–1921[39]
- Medal Dziesięciolecia Odzyskanej Niepodległości[39]
- Odznaka za Rany i Kontuzje z trzema gwiazdkami[40]

11 maja 1921 dowódca 3 Dywizji Legionów gen. ppor. Leon Berbecki sporządził wniosek o odznaczenie Jana Niemca Krzyżem Złotym Orderu Virtuti Militari. Był również przedstawiony do odznaczenia Orderem Odrodzenia Polski.